# سوفی پولکمپ
سوفی پولکمپ (انگلیسی: Sophie Polkamp؛ زادهٔ ۲ اوت ۱۹۸۴) بازیکن هاکی روی چمن اهل هلند است.
وی در مسابقات کشوری و بین‌المللی در مجموع برندهٔ ۷ مدال طلا، ۲ مدال نقره، ۱ مدال برنز شده‌است.